# Centro Cultural La Moneda

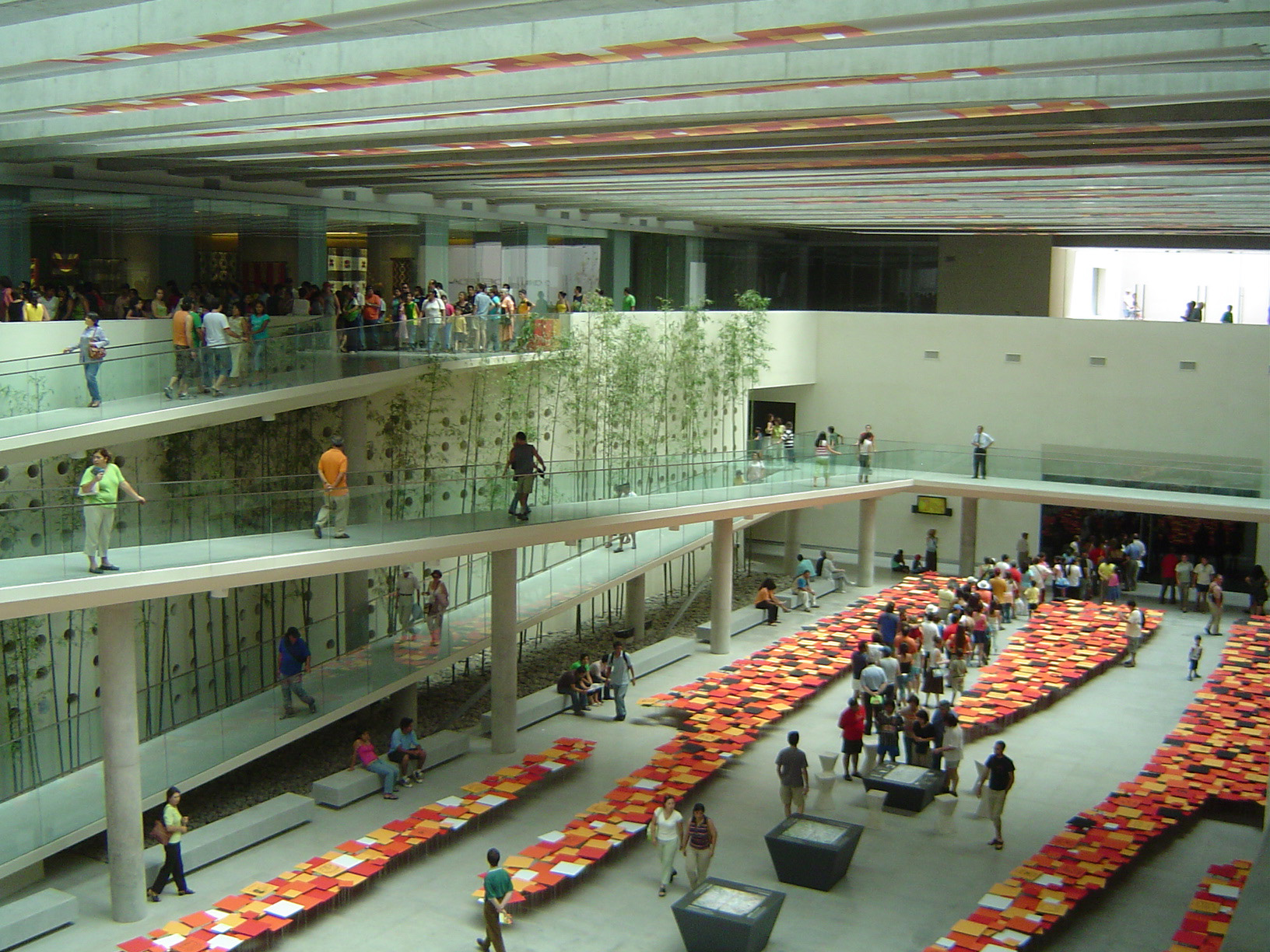
Sala principal.

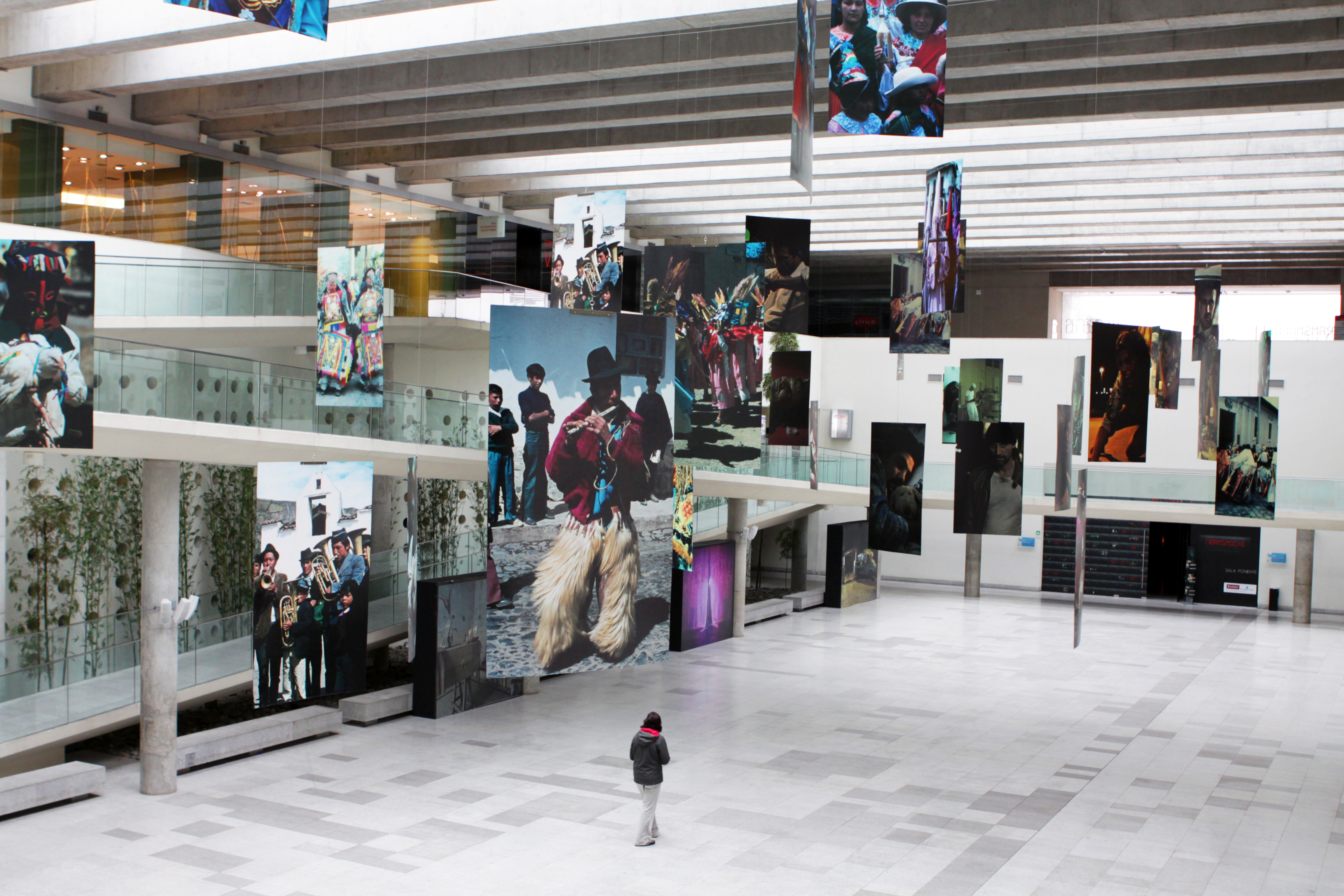
Exposición sobre los habitantes originarios de Chile.

Centro Cultural La Moneda (CCLM) es un centro cultural localizado en la ciudad de Santiago en Chile, bajo la Plaza de la Ciudadanía, frente a la fachada sur del Palacio de La Moneda.
El CCLM ofrece al público chileno y extranjero un lugar de encuentro, aportando a sus visitantes acceso a la reflexión, la creación, las artes, la cultura y el patrimonio visual y audiovisual, no sólo de Chile, sino que del mundo. Es un espacio familiar, en permanente evolución, en el que se viven experiencias culturales de alto nivel.  
Su propósito se plasma mediante un calendario de exposiciones de alto nivel, y también a través de su programa de aprendizaje y de formación de carácter participativo -realizados tanto en sus instalaciones como en regiones- también a través de la programación de la Cineteca Nacional de Chile, actividades de extensión y otros servicios.
Desde mayo de 2023 es dirigido por la periodista Regina Rodríguez Covarrubias, previamente estuvo dirigido de forma interina por el arquitecto Pablo Brugnoli Errázuriz.

## Introducción
El Centro Cultural La Moneda fue construido con la intención de poner a Chile en el circuito cultural internacional y permitir el acceso participativo y formativo para todos los ciudadanos a los patrimonios culturales y audiovisuales de Chile y el mundo.
Fue construido entre los meses de noviembre de 2004 y enero de 2006, obra de la oficina de arquitectos Undurraga Devés, de Cristián Undurraga y Ana Luisa Devés. Tiene una superficie de 7200 m², la que contempla dos salas de exhibición principales de 620 m² cada una.
El centro fue inaugurado, el 26 de enero de 2006, por el expresidente de Chile, Ricardo Lagos, como parte de las construcciones realizadas en el marco del Proyecto Bicentenario, iniciativa del Estado chileno con motivo de la celebración de los 200 años de la República de Chile.
Enclavado en el centro cívico de Santiago, las exposiciones y actividades de interés cultural, artístico y patrimonial del CCLM, han convertido a este espacio en un verdadero hito de la capital de Chile. Sus visitantes acceden a una experiencia cultural relevante, potenciando los recorridos a sus muestras y exposiciones con visitas guiadas y actividades formativas para públicos de todas las edades, en particular mediante las destinadas a escolares, la realización de talleres, programas de apoyo a profesores y sus diversas actividades de extensión de todo tipo. Destacan también las labores especializadas del Centro de Documentación de Artes Visuales (desde 2018 forma parte del Centro Nacional de Arte Contemporáneo de Cerrillos) y la Cineteca Nacional de Chile, los cuales promueven el resguardo del patrimonio artístico y fílmico de Chile.
Al momento de su creación, el Centro Cultural La Moneda tuvo a Morgana Rodríguez Larraín a cargo como coordinadora ejecutiva. Posteriormente, a partir de 2007 y hasta 2018, asumió el cargo de directora ejecutiva la gestora cultural, Alejandra Serrano Madrid; luego, desde 2018 y hasta 2022, la dirección del lugar estuvo a cargo de la curadora de arte independiente, Beatriz Bustos Oyanedel; luego desde junio de 2022 y hasta abril de 2023 este cargo recayó de forma interina en el arquitecto, Pablo Brugnoli Errázuriz, siendo relevado por su actual directora ejecutiva, Regina Rodríguez Covarrubias. A estas direcciones ejecutivas les ha correspondido llevar a cabo las líneas programáticas y de extensión del espacio, dándole el sello propio y el énfasis que éste ha requerido en cada etapa, respondiendo a las transformaciones de la sociedad chilena desde su constitución.
En su primer periodo, CCLM tuvo como ejes los conceptos: Ciudadanía, Diversidad e Internacionalidad, orientados a un público amplio, con acciones activadoras tanto para los visitantes como para cualquier transeúnte de la zona céntrica de la ciudad, quien en su recorrido se encuentra con este espacio cultural. De esta manera, CCLM fue generando un interés creciente y, a un mes de inaugurado, su primera exposición principal – México. Del cuerpo al cosmos – sumaba 81.204 visitantes, de un total de 302.772 que acudieron a conocer el centro cultural, con un promedio diario de 3.983 personas.
En un segundo periodo conformado por sus primeros años de funcionamiento, definió como línea editorial los atributos de Calidad, Singularidad, Pluralidad, Diversidad y Reflexión Crítica; de esta manera, las exposiciones debían incluir un componente educativo estratégico, presente en la curaduría y la museografía. Así, se realizaron muestras que acercaban las culturas del mundo a chilenos y chilenas, en el marco de una programación que puso en valor el arte clásico y contemporáneo, el patrimonio chileno y universal, y las exposiciones temáticas. Destacan de este periodo las exposiciones: La Antigua China y el Ejército de Terracota; Grandes Modernos. Colección Peggy Guggenheim, Venecia; Antiguo Egipto: Vida en el Nilo; El Mito de Roma. Colección Museos Vaticanos; Samurái, Armaduras del Japón; Andy Warhol. Icono del Arte Pop y Picasso. Mano erudita. Ojo Salvaje, entre otras.
En un tercer periodo la línea curatorial y decisiones de gestión del espacio estuvo definida por los ejes temáticos de Patrimonios desde el presente, Interculturalidad, Naturaleza y medioambiente, Comunidad y cohesión social, con los cuales CCLM buscaba poner en valor estos principios en la selección y desarrollo de sus exposiciones, así como contribuir a la puesta en valor de patrimonios contemporáneos, el arte de América del Sur y las culturas de los pueblos originarios, los cuales se vieron reflejados en la programación expositiva y en las actividades de mediación, así como en su quehacer diario. Destacan de este periodo las exposiciones: Ballenas: voces del mar de Chile; J.M.W. Turner. Acuarelas. Tate Collection; Joaquín Torres García. Obra viva; Arte contemporáneo: Asia, Australia y el Pacífico; Casa Chilena: imágenes domésticas; Soplo. Ernesto Neto; El ancho mundo. Aproximaciones a Magallanes; Bauhaus; influencia en el diseño chileno; De poéticas a políticas. Premio Jameel, la retrospectiva a Paul Klee, entre otras.
La singularidad de CCLM está dada por su emplazamiento, sus instalaciones, su equipamiento y su valor simbólico, todos elementos acordes con la exigencia de estándares de calidad estipulados desde la concepción del proyecto. El CCLM partió con tres áreas: los espacios de exhibición, la Cineteca Nacional de Chile y el Centro de Documentación de las Artes (CeDoc).
Las exposiciones programadas se desplegaron en las grandes salas Andes y Pacífico, creándose con el tiempo otros espacios para muestras de disciplinas específicas.
El Centro Cultural La Moneda aloja dos grandes salas de exhibición, además de otras salas menores y espacios destinados al disfrute cultural. Algunas de sus dependencias son:
- Salas de exposición Andes (oriente) y Pacífico (poniente): Ubicadas en el nivel -3, son los principales espacios de exhibiciones del centro cultural con 620 m² cada una.
- Galería del Diseño: inaugurada en 2008, fue el primer espacio dedicado exclusivamente a esta disciplina en Chile, cuyo impulsor y primer curador fue el académico y diseñador gráfico Hernán Garfias. Esta sala acoge desde entonces expresiones que abarcan las distintas áreas del diseño chileno e internacional, como mobiliario, iluminación, vestuario, editorialidad, etc.
- Galería del Patrimonio: desde 2018 este espacio se ha dedicado a la difusión del patrimonio en su concepción más amplia, si bien en su origen estuvo orientada a poner el valor exclusivamente al patrimonio chileno, hoy está devenida a colecciones y acervos de diversas procedencias, en montajes que ponen en valor los quehaceres, saberes e imaginarios vinculados a identidades territoriales e históricas. Previo a este periodo, desde marzo de 2006, este espacio estuvo dedicado a resguardar al legado de Violeta Parra, con 47 obras (en comodato) de esta multifacética artista chilena, las que fueron exhibidas, en primera instancia, en la galería de la Fundación Artesanías de Chile. Finalmente, el 8 de noviembre de 2007, fue inaugurado en el CCLM el Espacio Violeta Parra, que funcionó hasta 2014, constituyendo el principal antecedente del Museo Violeta Parra.
- Galería de Fotografía: desde su inauguración en 2006 y hasta el año 2016 este espacio, llamado en ese entonces como Galería Túnel (por su arquitectura) se dedicada al arte contemporáneo. Actualmente, se denomina Galería de Fotografía y cuenta con programación propia y un segmento anual coorganizado con el Área de Fotografía del Ministerio de las Culturas, las Artes y el Patrimonio, mediante un concurso de proyectos curatoriales y una exposición del Premio a la Trayectoria en Fotografía Antonio Quintana.
- Galería Cero: Inaugurado en agosto de 2019, este espacio se constituía como el primero en el país dedicado exclusivamente a las infancias (0 a 8 años), con la su primera exposición: La maleta infinita, de la ilustradora Francisca Yáñez. Entendiendo a las experiencias iniciales como una fuente de profundo impacto en el aprendizaje y desarrollo de los infantes, Galería Cero apuesta – a partir de sus distintas actividades – a construir vínculos con la cultura y el arte desde la infancia temprana.
- Espacio Lector: inaugurado en 2021, es un lugar dedicado a la lectura y sus diversas expresiones materiales y humanas. Este lugar se plantea como una zona de contacto donde el conocimiento circula horizontal y libremente, en diálogo con las salas del Centro Cultural, las expresiones artísticas que en estas habitan y los públicos que las visitan.
- Cineteca Nacional de Chile: el 7 de marzo de 2006 abre a todo público la Cineteca Nacional de Chile, con la misión de salvaguardar y difundir el patrimonio audiovisual. Es miembro de la Federación Internacional de Archivos Fílmicos, FIAF, y de la Coordinadora Latinoamericana de Archivos de Imagen en Movimiento (CLAIM). Desde su apertura hasta el año 2015, estuvo a cargo del realizador, guionista y gestor Ignacio Aliaga, posteriormente, entre 2015 y 2022, la dirección estuvo a cargo de Mónica Villarroel, doctora en Estudios Latinoamericanos, académica y periodista; actualmente el espacio es dirigido por el periodista, investigador de cine y creador de Cine Chile, Marcelo Morales. El año 2008, la Cineteca trasladó su acervo a la comuna de Ñuñoa, donde se encuentran sus tres bóvedas climatizadas, una biblioteca y un laboratorio digital, único en Chile, con tecnologías de digitalización y restauración de última generación.

## Exhibiciones principales

### 2006
- México, Del Cuerpo al Cosmos (26 enero  – julio del 2006): Muestra inaugural del espacio que contó con más de 200 piezas de arte del México Prehispánico.
- Obras públicas. Nicanor Parra (17 de agosto  – 6 de octubre de 2006): Exhibición de las obras del antipoeta Nicanor Parra, destacándose la instalación «El pago de Chile», donde aparecieron imágenes de los presidentes de Chile colgados.
- XV Bienal de Arquitectura (14  – 29 de octubre del 2006).
- AMRIK: presencia árabe en Latinoamérica (8 de noviembre  – 31 de diciembre del 2006): Muestra sobre la cultura del pueblo árabe en América Latina.
- Del Otro Lado: Arte contemporáneo de mujeres en Chile (10 de noviembre  – 31 de diciembre del 2006).

### 2007
- Retrospectiva Fotográfica de Antonio Quintana. 1904 - 1972 (5 de enero  – 28 de febrero de 2007): Muestra de las obras del destacado artista y académico chileno Antonio Quintana (1904 - 1972).
- Literaturas del exilio (16 de marzo al 6 de mayo de 2007).
- España: Encrucijada de Civilizaciones (del 6 de noviembre de 2007 al 29 de febrero de 2008).

### 2008
- Viaje al arte italiano. Colección la Farnesina (17 de marzo  – 27 de abril de 2008): Muestra con 100 obras de la Colección La Farnesina -sede del Ministerio de Relaciones Exteriores de Italia- que reunió a destacados artistas contemporáneos italianos.
- Hitos del diseño del siglo XX (7 de mayo al 16 de junio de 2008): Muestra, curada por Hernán Garfias, de 100 piezas de la colección privada de Eduardo Godoy, dando cuenta de la evolución del diseño a partir la revolución industrial -el inicio de la fabricación de objetos en serie- hasta la expansión de la cultura del diseño en la década de los 90.
- Anne Chapman y los pueblos extintos de Tierra del Fuego (7 de mayo  – 15 de junio de 2008): Muestra acerca de la visión de la antropóloga franco-americana Anne Chapman, sobre la sociedad y la ritualidad de las etnias Selknam (mal conocida como Ona) y Yagán.
- Homenaje y Memoria. Centenario Salvador Allende (26 de junio  – 16 de agosto de 2008): Muestra organizada por el CCPLM en conjunto con la Sociedad Estatal para la Acción Cultural Exterior de España (SEACEX), la Fundación Salvador Allende y el Museo de la Solidaridad Salvador Allende. Curada por Mariano Navarro, contó con la participación de 6 instituciones, entre ellas, el Memorial Democrático de la Generalidad de Cataluña y Casa América de Cataluña. Inaugurada por la presidenta Michelle Bachelet, contempló una selección de obras donadas durante el gobierno de Salvador Allende, así como con un conjunto de obras donadas al Museo posterior a 1973.
- Arica cultura milenaria (26 de agosto  – 12 de octubre de 2008): Muestra organizada por CCPLM y el Museo Universidad de Tarapacá, de 850 piezas que permitieron realizar un recorrido sobre la vida, la ritualidad y la muerte de los pueblos precolombinos que habitaron la costa y los valles de la Región de Arica y Parinacota. Destacaron las momias Chinchorro, declaradas las más antiguas del mundo.
- II Bienal de Arte Indígena (20 de octubre  – 9 de noviembre de 2008): Bienal que reunió una selección de obras de creadores indígenas en distintos ámbitos (arte tradicional y contemporáneo, tradición oral, audiovisual y otras), sobre la base de una convocatoria nacional abierta a las distintas comunidades étnicas a la vida social y cultural de Chile.
- Frida y Diego: vidas compartidas (20 de noviembre de 2008  – 28 de febrero de 2009): Muestra de más de 300 obras, exhibidas por primera vez en Chile, de Frida Kahlo y Diego Rivera. Más de 28 instituciones mexicanas y coleccionistas privados participaron de esta exposición, con importantes obras, objetos prehispánicos, fotografías biográficas, además de una muestra de arte popular mexicano y textil.

### 2009
- Chile Mestizo: tesoros coloniales (del 13 de marzo al 21 de junio de 2009): Muestra que contó con la participación de 27 instituciones religiosas y museos a lo largo de todo Chile, con más de 250 piezas de arte colonial e imaginería religiosa importada y local.
- Kuhane Rapa Nui, en las islas del Pacífico (del 3 de julio al 20 de septiembre de 2009): Muestra organizada por el CCPLM y el Museo Nacional de Historia Natural, que contó con la participación de 4 museos chilenos (entre ellos el Museo Antropológico Padre Sebastián Englert, en Isla de Pascua) y más de 300 piezas que permitieron contextualizar la cultura Rapa Nui en la matriz cultural de Oceanía.
- Una mirada múltiple: Museo del Barro de Paraguay (del 3 de octubre al 15 de noviembre de 2009): Muestra que formó parte de la primera versión de la Trienal de Chile. Curada por Aracy Amaral, reunió 500 piezas provenientes del Museo del Barro, Paraguay, las cuales incluían arte indígena, cerámica mestiza, imaginería y arte popular asociado a festividades religiosas, artesanía, fotografía, arte contemporáneo y presentaciones digitales de carácter documental.
- El espacio insumiso: Letra e Imagen en Chile de los '70 (del 6 de octubre al 15 de noviembre de 2009): Muestra que formó parte de la primera versión de la Trienal de Chile. Curada por el Centro de Documentación de las Artes Visuales del CCPLM, la exposición difundió valiosos documentos rescatados e incorporados a este archivo, entre ellos catálogos de vanguardia en Chile, fotografías, videos y performance realizados en la convulsionada década del 70.
- La antigua China y el ejército de terracota (del 4 de diciembre de 2009 al 30 de mayo de 2010): Muestra organizada en conjunto por el CCPLM, el Shaanxi Provincial Cultural Relics Bureau y Shaanxi Cultural Heritage Promotion Center en China. Reunió 123 valiosos objetos provenientes 4 museos, incluyendo el famoso Terracota Army Museum. La exposición permitió dar cuenta del notable desarrollo cultural de esta antigua civilización, desde la unificación del imperio, llevada a cabo por el primer emperador Qin Shi Huang y su Ejército Imperial-el Ejército de Terracota, considerado el mayor hallazgo arqueológico del siglo XX y actual patrimonio de la humanidad-, hasta su consolidación bajo la Dinastía Han.

### 2010
- Máscaras del Ecuador (del 11 de junio al 22 de agosto de 2010): organizada por la Embajada de Ecuador en Chile, en el marco de la celebración del Bicentenario de ambas repúblicas, la exposición presentó 245 objetos que forman parte de la excepcional colección de máscaras, mascarones, caretas, disfraces y figuras enmascaradas del Museo del Banco Central de Ecuador.
- Transnoche: foto-relatos urbanos (del 15 de junio al 22 de agosto de 2010): Muestra con más de 200 fotografías de Gabriel Schkolnick que retratan a múltiples figuras públicas chilenas, acompañadas de textos de destacados narradores contemporáneos chilenos.[1]
- Oro y plata: el resplandor de América (del 3 de septiembre al 28 de noviembre de 2010): Muestra realizada en el marco de las celebraciones del Bicentenario chileno con 440 piezas trabajadas en metal pertenecientes a valiosas colecciones de museos e iglesias de Perú, Colombia, Uruguay, Argentina, Costa Rica, Ecuador, Bolivia, México y Chile.
- Arte en América (del 12 de diciembre de 2010 a abril de 2011): Muestra con más de 200 obras pertenecientes a las colecciones de arte latinoamericano moderno y contemporáneo del Museo de las Américas de la Organización de Estados Americanos (OEA) y del Banco Interamericano de Desarrollo (BID).

### 2011
- Juguete Nacional (del 6 de mayo al 27 de octubre de 2011) Más de 600 juguetes fabricados en Chile entre 1915 y 1975 que forman parte de la colección de Juan Antonio Santis.
- Matta Centenario, 11.11.11 (del 11 de noviembre de 2011 al 26 de febrero de 2012) Una colección con las principales obras del artista en Diversos periodos, pertenecientes a 28 museos, instituciones y coleccionistas privados de América y Europa.

### 2012
- El universo de la India (del 13 de marzo al 17 de junio de 2012): Exposición de 150 piezas, entre pinturas y esculturas, que representan diosas, dioses, semidioses, seres sobrenaturales, animales, demonios, ninfas, entre otros. Obras Maestras del Museo de Arte del Condado de Los Ángeles. La muestra da cuenta de la cosmovisión y la mitología de las tres principales religiones originarias de la India (Hinduismo, Budismo y Jainismo). Seres divinos y terrenales conviven en un mundo enfocado a la trascendencia en donde lo ritual y sagrado envuelve la vida cotidiana. La muestra recorre un amplio período de tiempo, desde el siglo III a. C. hasta principios del siglo XX, y un extenso territorio que abarca desde la actual Pakistán hasta lo que hoy conocemos como India, en el cual se desarrolla esta civilización. Entre las piezas más antiguas destacan un elefante con jinetes procedente de la tierra de Krishna, Utarr Pradesh, Mathura (India) y una escultura de la diosa Hariti, de origen paquistaní.
- Chile 15 Mil Años (del 4 de julio al 18 de octubre de 2012):Exhibió con gran despliegue museográfico más de 670 piezas pertenecientes a la colección del Museo Chileno de Arte Precolombino.
- Grandes Modernos. Colección Peggy Guggenheim (del 31 de octubre de 2012) al 26 de febrero de 2013): Exposición con los principales artistas surrealistas de Europa provenientes de la colección de la familia Guggenheim. Entre las que destacan obras de Kandinsky, Miró y Picasso.

### 2013
- Hilos de América (del 15 de marzo al 16 de julio de 2013): La muestra, que da cuenta de los múltiples significados contenidos en los textiles, pone en valor la creación indígena y mestiza, la diversidad cultural del continente y la vigencia de las tradiciones que se proyectan hasta la actualidad.
- África: obras de arte del Museo Etnológico de Berlín (del 1 de agosto al 24 de noviembre de 2013): La exposición, presentada con gran éxito en Alemania y Brasil, y que permaneció abierta hasta el 24 de noviembre, entregó una nueva mirada sobre el arte africano, desvinculándolo de estereotipos asociados a lo primitivo, tribal y mágico, poniendo en valor sus creaciones como obras de arte en el contexto internacional. Se exhibieron, principalmente, obras procedentes de los reinos de Camerún y Benín, de los siglos XVI al XX, en los cuales se desarrolla un arte cortesano, donde los reyes contrataban a artistas destacados, que gozaban de un prestigio especial al interior de la comunidad. Los reinos de las Grasslands de Camerún también dieron origen a una de las más notables tradiciones artísticas en África, basada en la madera tallada, en la cual destacan los taburetes, estatuillas conmemorativas de reyes y reinas, y máscaras. Se incorporaron, también 6 fotografías de artistas contemporáneos africanos, que dan cuenta de la continuidad de la tradición artística en el continente.
- El Nuevo Diseño Italiano (del 5 de diciembre al 30 de marzo de 2014):La exposición El Nuevo Diseño Italiano reunió el trabajo de 133 diseñadores italianos contemporáneos con 288 proyectos pertenecientes a la Triennale Design Museum de Milán. Se trata de un viaje que da cuenta de los procesos del movimiento nacional italiano desde el siglo XX hasta la actualidad, ofreciendo una experiencia rica y diversa que pasa por producciones propias y en serie, obras de arte, producciones industriales, formas de comunicación y diversos objetos de diseño en gráfica, multimedia, muebles, joyas, accesorios, alimentos y más.

### 2014
- Puro Chile. Paisaje y Territorio (del 10 de abril al 17 de agosto de 2014): La exposición Puro Chile. Paisaje y Territorio, busca reconocernos en nuestro territorio, invitando a todos a apropiarnos de los espacios que están en la memoria colectiva, generando lugares de identidad. El relato abarca desde los primeros viajeros con obras del siglo XVII, pasando por las miradas de nuestros pueblos originarios y los primeros maestros chilenos del siglo XIX, hasta llegar a la actualidad. Todas estas obras son emblemáticas en varios sentidos, desde los autores hasta la representatividad regional y las problemáticas que abarcan.
- Al Ritmo de Brasil: Arte Naif, Popular y Moderno (del 2 de septiembre al 31 de diciembre de 2014): La muestra internacional Al Ritmo de BRASIL: Arte Naif, Popular y Moderno, ha sido producto de una gran colaboración con cuatro prestigiosas instituciones: el Museo del Folclore Edison Carneiro de Río de Janeiro; Museo Internacional de Arte Naif de Brasil; la destacada colección de Hecilda y Sérgio Fadel y la Fundación Salvador Allende de Chile. Esta exposición pone en diálogo significativas e importantes colecciones que se adentran en este complejo y atractivo país hermano, ofreciendo distintas perspectivas de sus diversos paisajes humanos y naturales, comprendiendo desde el nordeste desértico, la playa bahiana, la ciudad, el campo agrícola y la selva. Una extensa panorámica que construye un mosaico rico de distintas expresiones artísticas desde fines del siglo XIX a la actualidad, y que juntas son un imperdible.

### 2015
- Arte Islámico, Colección del Museo de Arte del Condado de Los Ángeles (del 16 de enero al 24 de mayo de 2015): La exposición presentó una selección única de arte decorativo del siglo VII al XIX, con más de 200 piezas de arte provenientes del Museo de Arte del Condado de Los Ángeles.
- Grandes Maestros del Arte Popular de Iberoamérica (del 10 de junio al 27 de septiembre de 2015): Presentó una exuberante exposición, con más de 2500 piezas de las más diversas expresiones del Arte Popular, que dan cuenta de la pericia técnica y del talento de más de 695 maestros artesanos provenientes de los 22 países que configuran el extenso territorio iberoamericano. Exposición realizada en conjunto con Fomento Cultural Banamex, del Banco Nacional de México.
- Samurái. Armaduras de Japón (del 14 de octubre de 2015 al 7 de febrero de 2016): Muestra traída desde The Ann & Gabriel Barbier-Mueller Museum: Samurai Collection, Dallas, Estados Unidos, con 135 piezas que reflejan las costumbres, religión, naturaleza e influencias de esta singular cultura del mundo oriental, ofreciendo una mirada única a elementos que nos enfrentan a la dualidad entre la guerra y la paz.

### 2016
- Álbum de Chile. Retrato de una nación (del 19 de febrero al 1 de abril  de 2016): Muestra de 800 piezas curadas por el investigador Gonzalo Leiva, de 160 artistas, que retratan fotográficamente la historia de Chile.[2]

- Antiguo Egipto. Vida en el Nilo (del 20 de abril al 14 de agosto de 2016): Muestra de la colección del Museo Egipcio y colección de papiros parte del Neues Museum, perteneciente a los Museos Estatales de Berlín.[3]

- La Ciudad Prohibida, China imperial (del 3 de septiembre al 27 de noviembre de 2016): Desde el Palace Museum de Beijing llega una colección con los tesoros de los emperadores de las dinastías Qing y Ming, con especial énfasis en las colecciones del emperador Qianlong, cuyo imperio fue protagonista de un gran esplendor cultural y poseedor de las grandes riquezas del palacio imperial, oculto prácticamente durante medio milenio. Se trató de casi 300 reliquias, entre las que se podrán encontrar retratos del emperador y la emperatriz, pinturas en seda de gran formato, textiles bordados, trajes ceremoniales, joyas, ornamentos y el trono del emperador Qianlong, su estudio completamente ambientado, una parte de su colección de relojes, y también una fabulosa colección de estatuas religiosas de Tíbet e India.

- Picasso. Mano erudita, ojo salvaje (del 14 de diciembre de 2016 al 5 de marzo de 2017): Llega desde el Musée national Picasso-París, una muestra con 135 obras originales del artista español que incluyen piezas especialmente seleccionadas para exhibirse en Santiago. La exposición de uno de los iconos artísticos más importantes del siglo XX incluye 35 pinturas de mediano y gran formato, 41 dibujos, 20 esculturas, 20 grabados y 19 fotografías.

### 2017
- La revolución de las formas (del 23 de marzo al 28 de mayo de 2017): La gran exposición de patrimonio nacional que exhibe 214 obras de 42 artistas, realizadas entre mediados del siglo XX y la primera década del siglo siglo XXI, da cuenta de una parte fundamental de la historia del arte en Chile y Latinoamérica. Incluye pinturas, dibujos, fotografías y esculturas que rescatan la expresión del movimiento de la abstracción en Chile desde sus inicios, con la simplificación de las formas, hasta el desarrollo de un arte concreto y constructivo que explora nuevos lenguajes.

- Andy Warhol. Ícono del arte pop (del 14 de junio al 15 de octubre de 2017): Muestra dedicada al artista que cimentó las bases del Arte Pop, transformándolo en uno de los movimientos artísticos más representativos e importantes del siglo XX. Se pudo conocer al artista en su dimensión íntima y personal, desde sus primeros dibujos comerciales en la década de los cincuenta, hasta las últimas obras realizadas el año de su muerte en Nueva York. 228 piezas provenientes de The Andy Warhol Musem, de Pittsburgh. La más completa selección que haya llegado a Chile, incluye pintura, serigrafía, dibujo, fotografía, escultura y material fílmico.

- El mito de Roma. Colección Museos Vaticanos (7 de noviembre de 2017 la 11 de marzo de 2018): Gran exposición, la primera muestra significativa de los Museos Vaticanos que llegó a América Latina con una selección exclusiva que comprende 146 piezas, entre las que se encuentran pinturas, frescos, estatuaria, mosaicos, relieves, bustos, cerámica y otros diversos objetos atesorados por más de 500 años por los pontífices. Un recorrido por más de 1000 años de historia.

### 2018
- Grandes artistas latinoamericanos. Colección FEMSA (28 de marzo al 22 de julio de 2018): Reúne la creación de múltiples y diversos artistas que nos expresan su visión sobre la región latinoamericana. Está especialmente pensada para que el público pueda conocer y reflexionar acerca de la identidad del continente.

- Ballenas. Voces del mar de Chile (del 8 de agosto al 13 de noviembre de 2018): Muestra y pone en valor al mar chileno como patrimonio natural y cultural. Con 200 piezas en exhibición, diversas miradas recrean el imaginario marítimo por medio del arte, la historia, la cartografía, la ciencia, la industria y el impacto medioambiental.
- América, tierra de jinetes. Siglos XIX al XXI (30 de noviembre de 2018 – 10 de marzo de 2019): Exposición que aborda la cultura ecuestre de nuestro continente con cerca de 400 piezas provenientes de más de 60 colecciones públicas y privadas de Argentina, Chile, Colombia, España, Estados Unidos, México, Perú y Uruguay. La muestra es organizada por el Banco Nacional de México – Citibanamex, a través de Fomento Cultural Banamex, A.C., con el generoso apoyo de Fundación Roberto Hernández Ramírez, Fundación Díez Morodo y la colaboración de la Secretaría de Relaciones Exteriores de México.

### 2019
- J.M.W. Turner. Acuarelas. Tate Collection (27 de marzo al 28 de julio de 2019): Muestra que ha sido presentada exitosamente en distintas locaciones, incluye 85 acuarelas representativas de las diversas etapas de la trayectoria del influyente pintor inglés del siglo XIX. Joseph Mallord William Turner conocido como el “padre del arte moderno” y el “pintor de la luz”, Turner inspiró a sus contemporáneos, al proponer un acercamiento distinto al paisaje. Obsesionado por la luz, el reflejo, la bruma y la atmósfera, fue precursor del Impresionismo y el Expresionismo Abstracto, adelantándose veinte años a estos movimientos.
- Joaquín Torres García. Obra viva (12 de abril al 28 de julio de 2019): presentó un recorrido por la vida y el legado del artista con obras realizadas en una variedad de técnicas, como óleo sobre tela, pintura sobre papel, cartón, madera, juguetes articulados y publicaciones, que revelan su desbordante creatividad. La curaduría fue un trabajo entre el Museo Torres García, que dirige Alejandro Díaz Lageard, y el equipo del Centro Cultural La Moneda, encabezado por su directora, Beatriz Bustos Oyanedel.
- Arte Contemporáneo. Asia, Australia y el Pacífico: Selección de la Trienal Asia Pacífico de la Queensland Art Gallery | Gallery of Modern Art (23 de agosto al 27 de noviembre de 2019): presentó una selección de la Novena Trienal de Asia Pacífico de Arte Contemporáneo compuesta por 37 obras de 19 artistas y colectivos, provenientes de pueblos indígenas como Palawa, Kunam y Liyagawumirr, además de obras de los Emiratos Árabes Unidos, Papúa Nueva Guinea, Australia, Filipinas, Nueva Zelanda, Vietnam, Irán, Irak, Pakistán, Tailandia, Taiwán, Corea del Sur e Indonesia. Esta selección fue realizada por el equipo de Arte de Asia y el Pacífico de la Queensland Gallery of Modern Art, Brisbane, Australia, bajo la dirección de Zara Stanhope.
- Bauhaus. Influencia en el diseño chileno (20 de diciembre de 2019 – 31 de agosto de 2020) curada por Hernán Garfias y realizada en conjunto entre el Ministerio de las Culturas, las Artes y el Patrimonio y el Centro Cultural La Moneda. La exhibición, que incluyó piezas del diseño chileno de relevancia mundial, presenta en una diversidad de obras los principios de esta pionera y célebre escuela de diseño alemana y sus irradiaciones en nuestro país.
- Seis Maestros Escandinavos (27 de noviembre de 2019 - 31 de agosto de 2020): Sillas, lámparas, sillones y taburetes son algunas piezas de diseño que estuvieron presentes en esta exposición presentada en la Galería del Diseño. Las obras, seleccionadas por el diseñador Hernán Garfias, dieron cuenta de la cultura y formas de vida de los países escandinavos, donde se ha desarrollado una vida moderna, pero atenta a sus tradiciones.
- La Maleta Infinita (29 de agosto de 2019 - 31 de agosto de 2020): Galería Cero abrió sus puertas con esta exposición de Francisca Yáñez. La artista visual e ilustradora chilena realizó un montaje con figuras recortadas de papel, dibujos, muñecos de trapo, entre otros materiales, con los que construye escenas que evocan conceptos relativos a los desplazamientos humanos, la acogida y el hogar.

### 2020
- Casa Chilena. Imagenes domésticas (18 de enero – 31 de agosto de 2020): Esta exposición combinó fotografías, vídeos, maquetas a escala y tamaño real, pinturas y recortes de prensa, entre otros variados objetos que invitan a mirar en profundidad las diversas manifestaciones de la casa en este país. Los curadores Pablo Brugnoli, Francisco Díaz y Amarí Peliowski, exploraron las distintas formas de habitar este territorio, preguntándose cuántas son las formas de vivir que existen en Chile, cuáles son y cómo se expresa la diversidad cultural en la variedad de soluciones arquitectónicas.
- Quinchamalium Chilense (10 de enero – 31 de agosto de 2020): Es una instalación producto del trabajo colaborativo entre la artista Josefina Guilisasti y un grupo de artistas de Quinchamalí, representantes de la antigua tradición alfarera que actualmente postula a ser reconocida como Patrimonio de la Humanidad. Esta tradición artesanal es testimonio de la época anterior a la Colonia y resultado del mestizaje entre mapuche y criollos.
- Soplo. Ernesto Neto (14 de noviembre de 2020 – 21 de marzo de 2021): Una retrospectiva que presentó más de 80 obras del destacado artista brasileño Ernesto Neto (Río de Janeiro, 1964), la muestra ocupó las dos grandes salas y en el hall principal del CCLM con un recorrido lúdico y participativo entre piezas de diferentes formatos, junto con enormes esculturas inmersivas.
- El bosque de lo diminuto (5 de diciembre de 2020 – 14 de noviembre de 2021): De la ilustradora Sol Undurraga y curada por la editora Marcela Fuentealba, buscó que niños y niñas exploraran un bosque y descubrieran cómo se forma esta amplia red de relaciones e interdependencias que se generan entre árboles, aves y mamíferos, y también los bichos de los más diversos tipos y tamaños. Aquí es donde lo grande y lo pequeño, lo diferente y la colaboración, aparecen como componentes y acciones esenciales para la coexistencia de las especies.
- Ñuble. Retratos de la Región (8 de octubre de 2020 – 25 de junio de 2021): Inspirada en el concepto de “encargo fotográfico”, la exposición fue resultado del encargo a cinco autores y autoras de retratar este territorio desde sus respectivas miradas. Curada por el fotógrafo Jorge Gronemeyer, las y los fotógrafos Sebastián Mejía, Paz Errázuriz, Barbara Oettinger, Andrés Figueroa y Fernando Melo registraron a través de sus diversas miradas los paisajes, la sociedad, la cultura patrimonial, el mundo del trabajo, el paisaje urbano y la devastación medioambiental de Ñuble.
- Cosas Maravillosas: Temporada 2021 (8 de octubre de 2020 – 30 de abril de 2021): Es el resultado de un proceso de investigación sobre las vidas de las cosas. El foco se puso en las prácticas de resistencia cotidiana que se despliegan en ellos, que permiten sortear la obsolescencia de los objetos de consumo diario a través de la creatividad. Exhibida en las seis vitrinas de la Galería del Diseño, se exploraron espacios domésticos como la cocina, patio y jardín en clave de un catálogo comercial, inspirados en hogares reales de la Región Metropolitana.
- Naturaleza expandida: visibilizar lo invisible (8 de octubre de 2020 – 30 de abril de 2021): Producto de una investigación iniciada el 2019 por Fundación Mar Adentro (FMA) junto a los curadores Maya Errázuriz y Carlo Rizzo en Bosque Pehuén -área de conservación de esta organización en la Araucanía Andina- experiencia a la que ,posteriormente, se sumaron cuatro artistas, quienes se acercan a la problemática de cómo expandir la manera en que se define, archiva, documenta, representa y resguarda la naturaleza, desarrollando una comprensión más profunda de los signos visibles e invisibles que se dan en la interacción entre esta y las personas.
- Ciudades nórdicas sustentables (4 de julio de 2020 – 10 de marzo de 2021): Fundamentada en la premisa de que el cambio climático es una realidad irreversible, ante lo cual las teorizaciones, los discursos y discusiones sobre sustentabilidad ya no tienen margen: deben constituirse en hechos concretos. Las embajadas de Dinamarca, Finlandia, Noruega y Suecia han querido compartir esas experiencias, incentivando un diálogo con la realidad en Chile por medio de esta muestra.

### 2021
- Grabado: hecho en Chile (20 de julio de 2021 – 30 de enero de 2022): Bajo la curatoría de Justo Pastor Mellado, la muestra es el resultado de una rigurosa investigación que indagó en diferentes territorios para construir un relato que incorpora, desde los bordes, a diferentes artistas y sus propuestas. La muestra se presenta en la Sala Andes del CCLM y exhibe 203 obras de artistas de Santiago, Valparaíso, Chillán y Temuco, entre figuras de greda, imágenes seriadas, portadas de libros, calendarios, xilografías e ilustraciones.
- El Ancho Mundo. Aproximaciones a Magallanes (29 de julio – 26 de diciembre de 2021): La muestra presenta, desde distintas perspectivas y disciplinas, el territorio y maritorio de la Región de Magallanes. De forma inédita, esta exposición aplicó una política de interculturalidad en que las comunidades Kawésqar (representadas por grupos familiares nómades del mar y Atap), Yagán (representada por Kipashituwako y Lom Sapakuta) y Selk’nam (representada por la Corporación Covadonga Ona) determinaron qué y cómo se presentan en el espacio expositivo lo referido a sus culturas.
- Meli Newen. Cuatro Fuerzas (20 de julio – 16 de septiembre de 2021): Es un proyecto que entrelaza más de 1.000 creaciones de 212 tejedoras de la Región de la Araucanía y de la comuna de Tirúa, quienes mediante un proceso de creación, a partir del witral, fibras naturales y teñidos de origen vegetal, dan origen a textiles que se unen en diferentes propuestas de diseño y montaje, generando un gran tejido colaborativo único, que representa la unión y la solidaridad. La exposición se enmarcó en el proyecto “Tejido de Fraternidad”, impulsado por la Universidad Católica de Temuco, la Fundación Tierra del Encuentro y la Asociación “Newen Ngürekafe” (Fuerza de Tejedora) y que cuenta con la participación de seis colectivos de tejedoras y la colaboración de casi 20 organizaciones de la sociedad civil, académico y del mundo privado.
- Desde la historia a historias (2 de septiembre de 2021 – 6 de marzo de 2022): La exposición contempló a una treintena de autores a través de los cuales se reflejaban las motivaciones y estéticas que han caracterizado a la fotografía nacional. Realizada en colaboración con el Área de Fotografía del Ministerio de las Culturas, las Artes y el Patrimonio, y bajo la curatoría de Rodrigo Gómez Rovira, esta muestra se preguntó si se puede definir la fotografía por su localización geográfica o nacional, en tiempos de globalización y redes virtuales que diluyen los límites entre países. Y al mismo tiempo, exploró las coincidencias del documentalismo en sociedades que han sufrido crisis sociales, políticas y culturales –como es el caso de Chile– y los procesos de rearticulación post-traumática, reflejados en la fotografía.
- Será el Paraíso (2 de julio – 20 de noviembre de 2021): El territorio campesino austral de Chile fue protagonista de esta exposición que se presentó en la Galería del Patrimonio. La muestra dio visibilidad a experiencias de autogestión y autonomía en diferentes espacios territoriales de la región de Magallanes y Tierra del Fuego, trayendo al presente sus culturas, memorias, problemáticas y desafíos de subsistencia. La muestra nace de la investigación colaborativa entre el Museo de Historia Natural Río Seco (MHNRS) y el Museo Campesino en Movimiento (MUCAM).

### 2022
- Il Terzo Reich (11 de enero – 23 de enero de 2022): Presentado en el marco del Festival Santiago a Mil 2022. Il Terzo Reich (El Tercer Reich), creación del maestro italiano Romeo Castellucci, es una videoinstalación que se basa en una representación espectral de todos los nombres; un conjunto casi infinito de letras que, en conjunto, evocan en la memoria un concepto. De pronto, la velocidad de las palabras es tal que nuestra retina apenas puede captarlas. Esto constriñe nuestra mirada, que pronto alcanza un punto de inflexión en el que se produce una fusión, justo antes de que nuestra percepción pierda su control. En el parpadeo resultante, ya no es posible distinguir los términos individuales.
- Fungus. Del territorio a la fabricación (18 de agosto de 2021): Esta exposición realizada en conjunto con el Laboratorio de Biofabricación UC, bajo la curatoria de Francisco Chateau Gannon, busca ligar el Reino Fungi abordando e ilustrando el ciclo de recolección y cultivo de hongos para la fabricación de objetos y componentes constructivos biodegradables que son una alternativa a los compuestos sintéticos que tienen una huella ecológica alta. Más allá de las típicas setas que se conocen popularmente, bajo la superficie o al interior de los árboles crece y se ramifica una red de hifas: hilos microscópicos que constituyen su raíz vital durante la etapa vegetativa. A esa parte, se le denomina Micelio y es el fundamento de la exposición que ocupa la Galería del Diseño.
- Canción de cuna (18 de diciembre de 2021): Es una exposición co-curada en conjunto con la ilustradora chilena Paloma Valdivia, en la que resaltan clásicos infantiles de América del Sur en una muestra con base en pequeños teatrillos exhibida en Galería Cero, un espacio que tiene como objetivo ofrecerles sus primeras experiencias culturales y artísticas a niños y niñas de entre 0 y 8 años. Las canciones “Duerme negrito”, “Arrurú”, “Pajarito que cantas”, “Se va la lancha”, “Cucú, le llamó”, “Mira niñita” y el poema “El establo” fueron ilustrados por Paloma Valdivia e interpretados por diferentes músicos y actores de Chile y Argentina, entre ellos María Rosario Cofré o “Charo” Cofré, Álvaro Díaz, Delfina Guzmán, Mario Mutis, Judith Akoschky y Atahualpa Yupanqui. La muestra, que contó para su elaboración con la colaboración del Laboratorio de Modelos y Prototipos de la Facultad de Arquitectura, Diseño y Estudios Urbanos de la Universidad Católica de Chile, se compone de seis dioramas de caja o teatrillos y una proyección animada.
- Bosques Vivos (29 de diciembre de 2021  – 8 de abril de 2022): Alrededor de 100 piezas realizadas entre 2009 y 2021 por artistas indígenas autodidactas del Chaco Paraguayo son expuestas en “Bosques Vivos”, la nueva exposición de nuestra Galería de Patrimonio, presentada en el marco de la Bienal Internacional de Arte Contemporáneo del Sur (BIENALSUR). La muestra fue curada por las antropólogas Ursula Regehr y Verena Regehr-Gerber, quienes desde hace décadas colaboran con comunidades y artistas indígenas. La muestra invita -a través de dibujos elaborados con bolígrafo de tinta negra sobre papel, acrílico y tallado sobre madera, y algunos tejidos de lana de oveja- a contemplar, reflexionar y dialogar acerca de la coexistencia de seres humanos y no humanos y las relaciones con el medioambiente desde una perspectiva indígena, así como sobre prácticas ecológicas destructivas, la desigualdad y los conflictos, como lo son la colonización continua y la deforestación masiva para producción de ganado y soja.
- De poéticas a políticas. Premio Jameel (5 de marzo – 3 de julio de 2022): Exhibe el trabajo de los ocho finalistas de la sexta edición del Premio Jameel. El trabajo de estos ocho diseñadores aborda la continua influencia de la tradición islámica en la práctica creativa del presente, a través del diseño gráfico, la instalación, el activismo, la tipografía y el diseño textil. Esta exposición, fue organizada por CCLM junto con el Victoria and Albert Museum (V&A) de Londres, en asociación con Art Jameel (Arabia Saudita y Emiratos Árabes Unidos). Esta edición del Premio Jameel es la primera enfocada en el diseño contemporáneo, y esta es la primera vez que se presentará en América del Sur. Los ocho diseñadores contemporáneos de la sexta versión del Premio Jameel presentados en CCLM son: Golnar Adili (Irán), Hadeyeh Badri (Emiratos Árabes Unidos), Kallol Datta (India), Farah Fayyad (Líbano), Sofia Karim (Reino Unido), Jana Traboulsi (Líbano), Bushra Waqas Khan (Pakistán) y el ganador, Ajlan Gharem (Arabia Saudita).
- Paul Klee (17 de abril – 31 de julio de 2022): La exposición Paul Klee, organizada por Centro Cultural La Moneda en conjunto con Zentrum Paul Klee de Berna, exhibirá no solo la faceta como artista, sino que también el lado más humano e íntimo de uno de los referentes más importantes del arte moderno de la primera mitad del siglo XX. Con 107 piezas, la muestra presenta dibujos, pinturas, acuarelas, títeres, fotografías, documentos y herramientas del taller de Paul Klee, revelando aspectos nuevos y desconocidos de la personalidad y trabajo del artista que experimentó contextos históricos como la Primera Guerra Mundial, el ascenso del nazismo y la censura. Esta exposición es el resultado de la investigación curatorial de la curadora jefa y directora de Colección, Exposiciones e Investigación del Zentrum Paul Klee en Berna, Fabienne Eggelhöfer, quien indagó en escritos, testimonios, historias personales y diversas fuentes de información, para generar una propuesta que aborda no solo la trayectoria artística de Klee, sino que también su lado más humano e íntimo. La muestra se despliega en ocho secciones: Infancia, Naturaleza, 1933, Abstracción, Teatro, Bauhaus, Ángeles y Reducción.

## Otros antecedentes
Algunos datos de interés sobre el Centro Cultural Palacio La Moneda son:
- En este recinto se realizó la XVI entrega de los Premios Altazor, correspondientes al año 2006.[4]
- Su hall central sirvió como escenario para el discurso dado por el presidente de los Estados Unidos Barack Obama durante su visita a Chile en 2011.[5][6]